# NGC 7258
NGC 7258 ist eine Spiralgalaxie vom Hubble-Typ Sb/P im Sternbild Südlicher Fisch. Sie ist schätzungsweise 174 Millionen Lichtjahre von der Milchstraße entfernt.
Das Objekt wurde am 30. Juli 1834 von John Herschel entdeckt.